# 白木城駅
白木城駅（しらきじょうえき）は、福島県耶麻郡猪苗代町蚕養にあった磐梯急行電鉄の駅（廃駅）である。磐梯急行電鉄の廃線に伴い1969年（昭和44年）3月27日に廃駅となった。

## 概要
昭和に入ってからの、沿線住民へのサービスの一環として新規開業した駅の一つであり、正式には白木城停留場であった。

## 歴史
- 時期不詳[注 1]：日本硫黄耶麻軌道部（後の磐梯急行電鉄）荻窪駅 - 会津樋ノ口駅間に新設開業。
- 1968年（昭和43年）10月14日：磐梯急行電鉄の営業休止に伴い休止駅となる。
- 1969年（昭和44年）3月27日：磐梯急行電鉄の廃線に伴い廃止。

## 駅構造
廃止時点で、1線を有する地上駅であった。プラットホームは存在せず、乗客は地面から直接乗降した。転轍機を持たない棒線駅となっていた。
開業時からの無人駅となっていた。駅舎はないが、線路の西側（沼尻方面に向かって左手側）に開放型で片流れ屋根の小さな待合所を有していた。
当駅のすぐ川桁方に「5‰」の勾配標があり、待合所の向かいには「7」のキロポストが存在した。

## 駅周辺
田畑の中に位置した。
- 福島県道323号野老沢川桁停車場線
- 国道115号

## 駅跡
1996年（平成8年）時点では、駅跡は消滅していた。その後、2007年（平成19年）5月時点では駅跡地に「なつかしの沼尻軽便鉄道を訪ねて」と記載され、駅の説明文と現役時代の写真が付いた、駅名標を模した案内板が建てられていた。2010年（平成22年）4月時点でも同様であった。
線路跡は県道323号線に取り込まれており、会津下館駅跡附近から当駅跡附近までの約4 kmが一直線の弾丸道路となっていた。

## 隣の駅
磐梯急行電鉄
荻窪駅 - 白木城駅 - 会津樋ノ口駅